# Kožlje (Novi Pazar)
Pour les articles homonymes, voir Kožlje.
Kožlje (en serbe cyrillique : Кожље) est un village de Serbie situé sur le territoire de la Ville de Novi Pazar, district de Raška. Au recensement de 2011, il comptait 557 habitants.

## Démographie
| 1948 | 1953 | 1961 | 1971 | 1981 | 1991 | 2002 | 2011 |
| ---- | ---- | ---- | ---- | ---- | ---- | ---- | ---- |
| 585  | 687  | 766  | 806  | 861  | 753  | 618  | 557  |

|  |